# Svergolamento alare

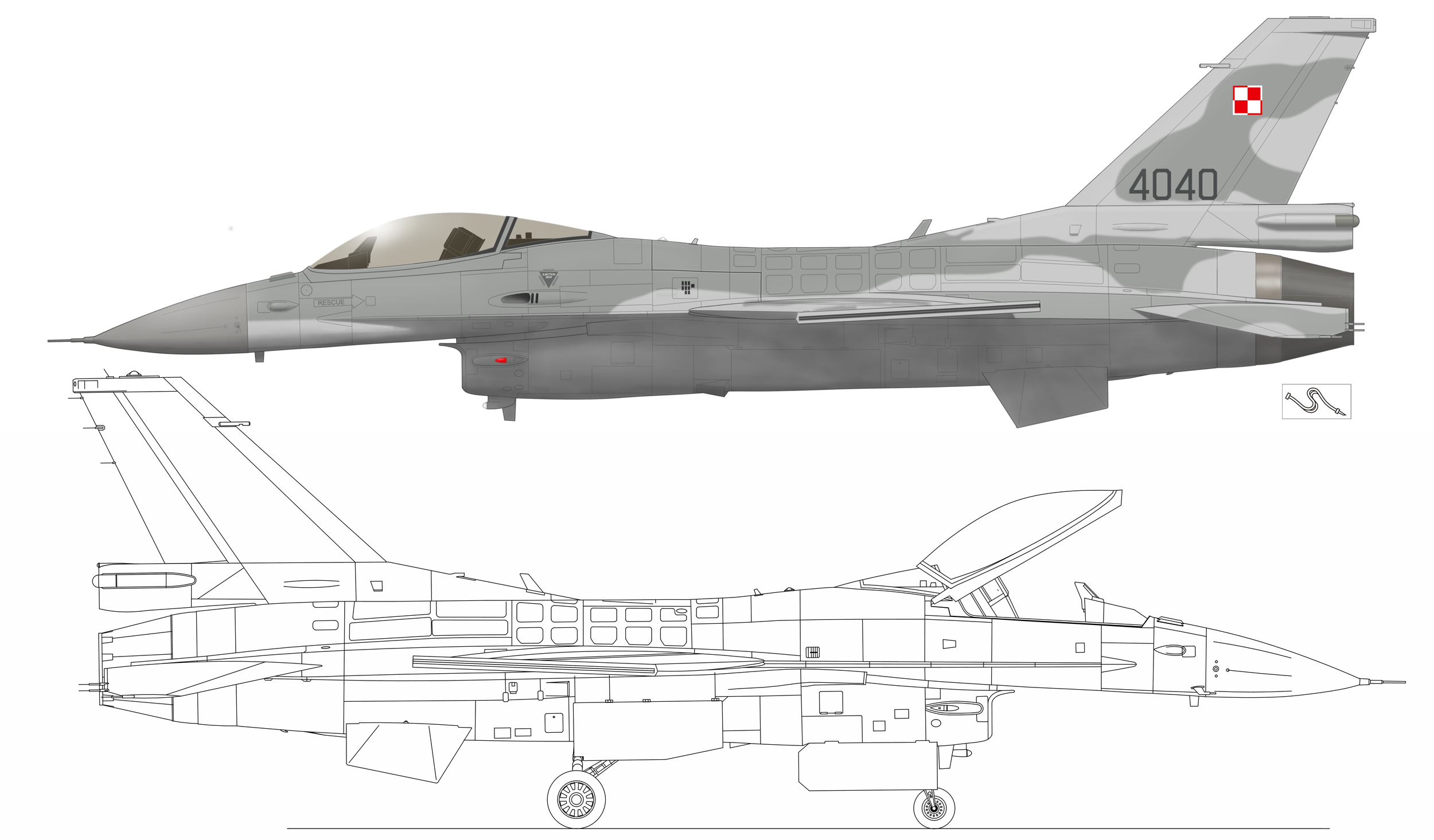
Sull'ala dell'F-16 è facile notare lo svergolamento, ovvero di come il profilo dell'estremità sia ruotato verso il basso rispetto a quello alla radice.

Lo svergolamento alare è il progressivo cambiamento di angolazione delle corde dei profili dell'ala di un aeroplano. In particolare per svergolamento geometrico si intende il cambiamento di inclinazione dei profili alari lungo l'apertura, per svergolamento aerodinamico si intende la variazione della curvatura del profilo, sempre lungo l'apertura.

## Impiego contemporaneo dello svergolamento alare
Lo svergolamento alare può essere misurato con l'angolo, in questo caso sempre negativo, compreso tra la corda alare del profilo alla radice e la corda del profilo all'estremità, oppure con l'angolo compreso tra la corda del profilo ad incidenza di portanza nulla e la corda di un profilo qualunque; in questo caso l'angolo sarà funzione della coordinata lungo l'apertura alare. Questo sistema viene esclusivamente utilizzato su ali di tipo a freccia o rastremate (ad esempio trapezoidali) in maniera tale che venga assicurata un'incidenza inferiore in prossimità dell'estremità alare, perché per tali tipi di ali le estremità sono le sezioni che stallano per prime a parità di angolo d'attacco. Nelle ali a freccia e/o rastremate infatti, la distribuzione della portanza è più elevata verso le estremità, il che comporta l'anticipo dello stallo in tali regioni, se non corretto tramite lo svergolamento.
Definizione rigorosa di svergolamento geometrico: angolo formato dalla corda del profilo all'estremità dell'ala con quella del profilo in mezzeria, ovvero quello situato sul piano di simmetria del velivolo.
Definizione rigorosa di svergolamento aerodinamico: angolo formato dalla retta di portanza nulla del profilo all'estremità dell'ala con quella del profilo in mezzeria, ovvero quello situato sul piano di simmetria del velivolo.
Entrambi sono presi positivi se misurati in senso orario. Uno svergolamento geometrico del profilo all'estremità atto ad evitare lo stallo delle zone poste all'estremità dell'ala è perciò negativo.

## Impiego storico dello svergolamento alare

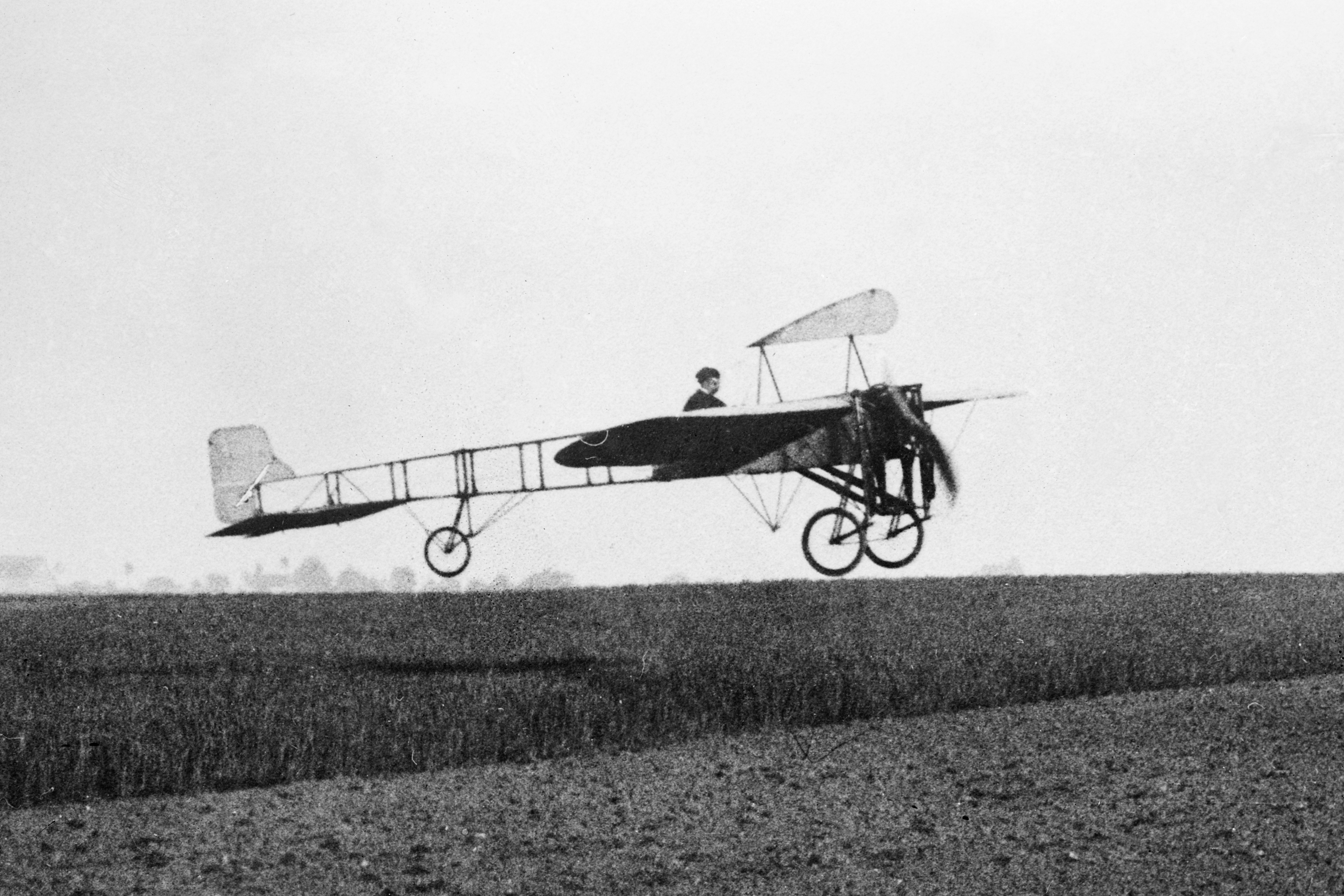
Il Blériot XI fu uno dei più famosi modelli equipaggiati con un sistema di svergolamento alare per il controllo del rollio.

Nel periodo antecedente la prima guerra mondiale, tra il 1903 e il 1914, era molto comune utilizzare lo svergolamento "dinamico" delle estremità alari per il controllo del rollio (cioè il movimento intorno all'asse longitudinale) dei velivoli.
Il comando dello svergolamento, associato in genere con il movimento a destra o a sinistra di una barra di comando o con la rotazione di un volante, provocava tramite l'azione di tiranti la torsione delle estremità alari: la conseguenza di tale deformazione era l'aumento dell'angolo di attacco di un'estremità, e la corrispondente diminuzione dell'angolo di attacco di quella opposta. Un aumento modesto di tale angolo (quello con cui il profilo alare incontra il flusso d'aria) provoca l'aumento della portanza dell'ala, e una sua diminuzione ne provoca una riduzione. Quindi se per esempio il pilota, volendo virare a destra, spostava a destra la cloche, l'angolo d'attacco dell'estremità alare sinistra aumentava, la portanza della semiala sinistra aumentava, ed essa si alzava; contemporaneamente l'angolo d'attacco dell'estremità alare destra diminuiva, la portanza della semiala destra diminuiva, ed essa si abbassava. Così l'aereo si inclinava a destra e virava in quella direzione.
Dopo il 1912 il sistema dello svergolamento alare per il controllo direzionale (che ai tempi del Fratelli Wright era l'unico disponibile) perse la sua diffusione, e venne progressivamente rimpiazzato dai più efficienti e più semplici alettoni, che oggi sono la regola. Tra gli aerei equipaggiati con sistemi di svergolamento alare si possono citare, oltre al Wright Flyer (1903), il Blériot XI (1909), l'Etrich Taube (1910), l'italiano Caproni Ca.8 (1911), la serie di monoplani Deperdussin Monocoque (1912) e il Fokker E.III (1916).